# Schloss Greifensee
Das Schloss Greifensee ist in der Gemeinde Greifensee, Kanton Zürich, in unmittelbarer Nähe des Greifensees auf einem über Bodenniveau rund drei Meter hohen Molassefelsen gelegen. Die Geschichte der aus dem 13. Jahrhundert stammenden kleineren Burganlage – zu Beginn des 16. Jahrhunderts zu einem bescheidenen Schlösschen umgebaut – und des Städtchens Greifensee sind bis zu Beginn der Helvetik kaum voneinander zu trennen. Einer der hier im Schloss einst residierenden Landvögte ist die Titelfigur von Gottfried Kellers Novelle Der Landvogt von Greifensee.

## Greifensee – Jungsteinzeit bis 12. Jahrhundert
Die Umgebung der heutigen Gemeinde Greifensee ist nachweislich seit der Jungsteinzeit (Keramikfunde um 4000 v. Chr.) besiedelt, und auf Gemeindegebiet sind vier Fundstellen früherer Pfahlbausiedlungen bekannt. Funde aus römischer Zeit wurden in Nachbargemeinden gemacht, in Riedikon am Greifensee und im rund neun Kilometer entfernten Pfäffikon (Kastell Irgenhausen). Aufgrund der hohen Besiedlungsdichte der Region sind aber die eingangs erwähnten zusammenhängenden Fundstellen, im Gegensatz zu zufälligen Einzelfunden, eher seltene Glücksfälle.

## Burg Greifensee im 12. und 13. Jahrhundert
Vielleicht bereits im 12. Jahrhundert erbauten die Grafen von Rapperswil einen Wehrturm und damit vermutlich die erste Befestigung am Standort des heutigen Schlosses Greifensee und wahrscheinlich einer bereits bestehenden kleinen Siedlung. Die Anfänge der im Mai 1444 teilweise zerstörten Burg Greifensee weisen in die Zeit um 1250. Damals suchten die Grafen von Rapperswil, die wenige Jahrzehnte zuvor ihren Stammsitz Alt-Rapperswil auf die Nordseite des Zürichsees nach Rapperswil SG verlegt hatten, ihre weiter nördlich gelegenen Güter abzusichern. Graf Ulrich baute zu diesem Zweck die Burg Greifenberg und nannte sich ab 1229 nach dieser Festung. Vermutlich liess er danach die Burg Greifensee errichten, als Sitz von Dienstleuten der Grafen von Rapperswil, wohl auch der nachstehend erwähnten Adligen Ritter von 1260. Nach einer anderen Quelle sollen bereits 1232 Ritter Rudolf von Nänikon und 1254 Dietrich von Nänikon als Dienstleute der Rapperswiler in Greifensee belegt sein.
Die Burganlage bestand aus einem wehrhaften Palas auf einem rund drei Meter hohen Molassefelsen, der zu jener Zeit noch direkt am Seeufer stand und auf den übrigen Seiten durch einen rund vier Meter breiten Burggraben und eine Ringmauer (Vorburg) geschützt wurde.
Der Name Greifensee erscheint als «R. et H. minstri de Grifense» erstmals in einer Urkunde vom 29. April 1260, in der zwei adlige Ritter die Schlichtung eines Streites bezeugen. Nach einer anderen Quelle wurde die Burganlage im Jahr 1261 erstmals urkundlich erwähnt. Seit dieser Zeit ist Greifensee für Burg, Städtchen und den anliegenden See gleichermassen gebräuchlich, auch wenn der See um 1300 zuweilen weiterhin Glattsee nach seinem Abfluss genannt wurde.

## Burg und Städtchen Greifensee im frühen 14. Jahrhundert
Am 7. Januar 1300 verpfändete Gräfin Elisabeth von Rapperswil, verheiratet mit Graf Rudolf von Habsburg-Laufenburg, Greifensee an den Ritter Hermann II. von Landenberg: «Wir Elizabethe greuenne von Habsburch unt frowe ze Raprechtswile künden allen … dc wir mit graue Ruodolfs von Habsburch ünsers wirtes hant … gesezzet han ze rechtem phande Grifense die burg unt die stat mit dem sewe, dem man sprichet Glatse». Zum Pfand gehörten nicht nur Burg, Städtchen und der See, sondern auch eine grössere Zahl von Höfen samt dazugehörigen Äckern, Wiesen, Wäldern und Hofleuten. Ebenfalls mitverpändet wurden die dazugehörige niedere und mittlere Gerichtsrechte und das Recht (Kirchensatz), den Pfarrer in Uster zu ernennen.

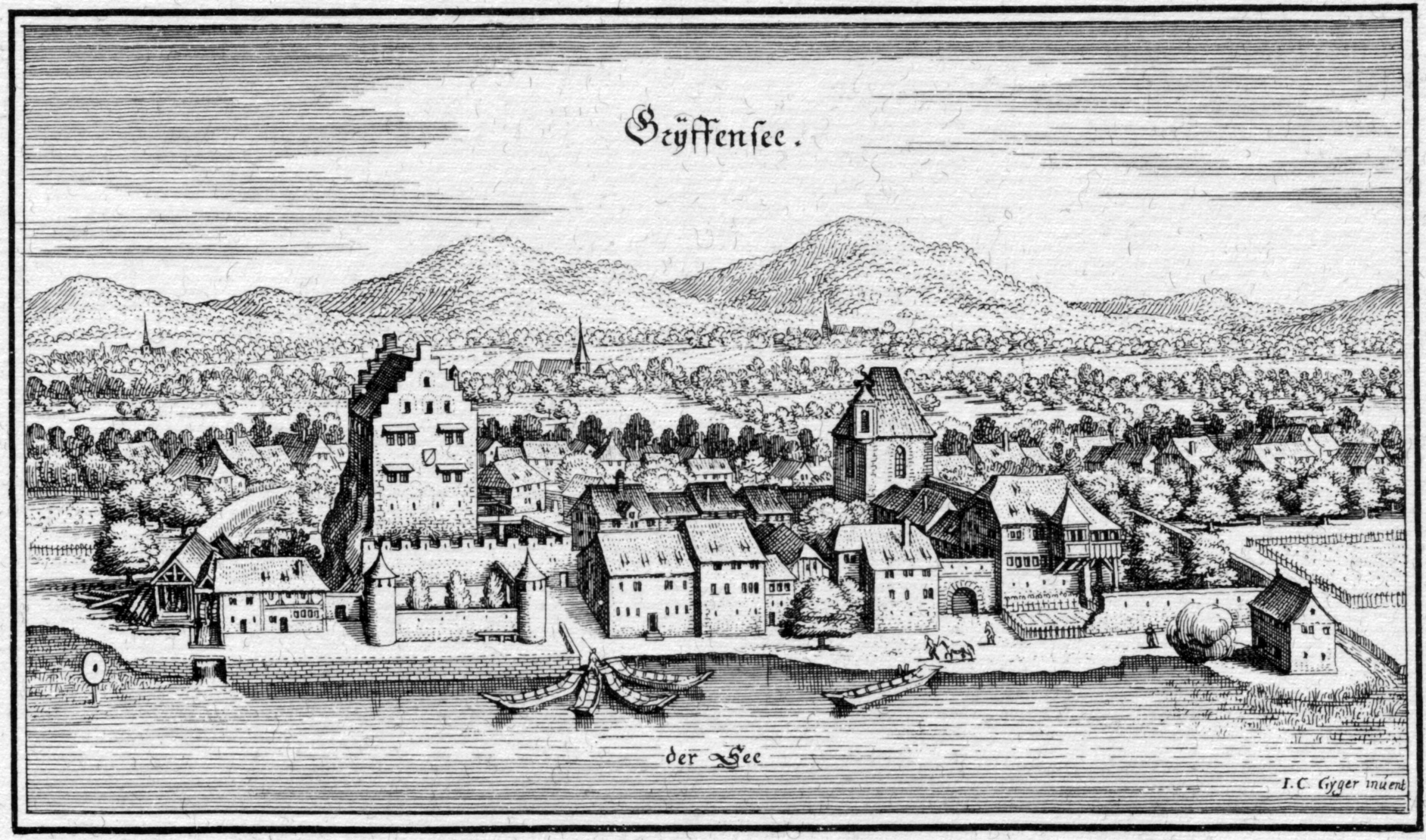
Eine der ältesten Ansichten von Greifensee. Stich von Matthäus Merian (1593–1650)

Der neue Besitzer nannte sich fortan von Landenberg-Greifensee und erlebte in den Diensten von König Albrecht I. als Secretarius (Verwaltungssekretär) und Marschall einen bemerkenswerten gesellschaftlichen und politischen Aufstieg. Urkundlich erwähnt wird sein Name in Herzog Albrechts Diensten in der sogenannten «Güssinger Fehde» um 1281, bevor Hermann II. meist ausserhalb seiner Heimat 1306 in Böhmen als treuer Gefolgsmann von Habsburg-Österreich verstarb.
Sein Sohn, Hermann IV. (der jüngere Marschall) – Hofmeister von Herzog Otto – baute das Städtchen mit einem Festungsgürtel aus. Das Zwergstädtli vermochte sich aber wirtschaftlich nie richtig zu entwickeln, da es kein Marktrecht besass und verkehrstechnisch schlecht erschlossen blieb. Infolge Überschuldung verkauften die Landenberger 1369 Burg und Herrschaft Greifensee für 7'219 rheinische Gulden an die Grafen Friedrich, Donat und Diethelm von Toggenburg. Bereits 1402 gelangte Greifensee von Friedrich VII., dem letzten Grafen von Toggenburg, für 6'000 Gulden als Pfand an die Stadt Zürich. 1419 kam Zürich in den definitiven Besitz der Herrschaft, und so wurde Greifensee – de facto war Heinrich Biberli bereits ab 1403 Landvogt der Herrschaft – zur ersten Landvogtei der Stadt Zürich.

## Belagerung und Zerstörung von Greifensee im Mai 1444

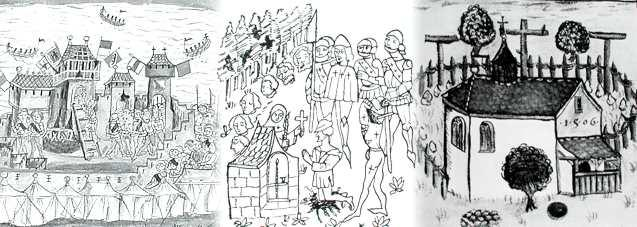
Greifensee 1444: Belagerung – Mordnacht von Greifensee am 28. Mai 1444 – Gedenkkapelle. Aus der «Zürcher Chronik» 1485/86 von Gerold Edlibach

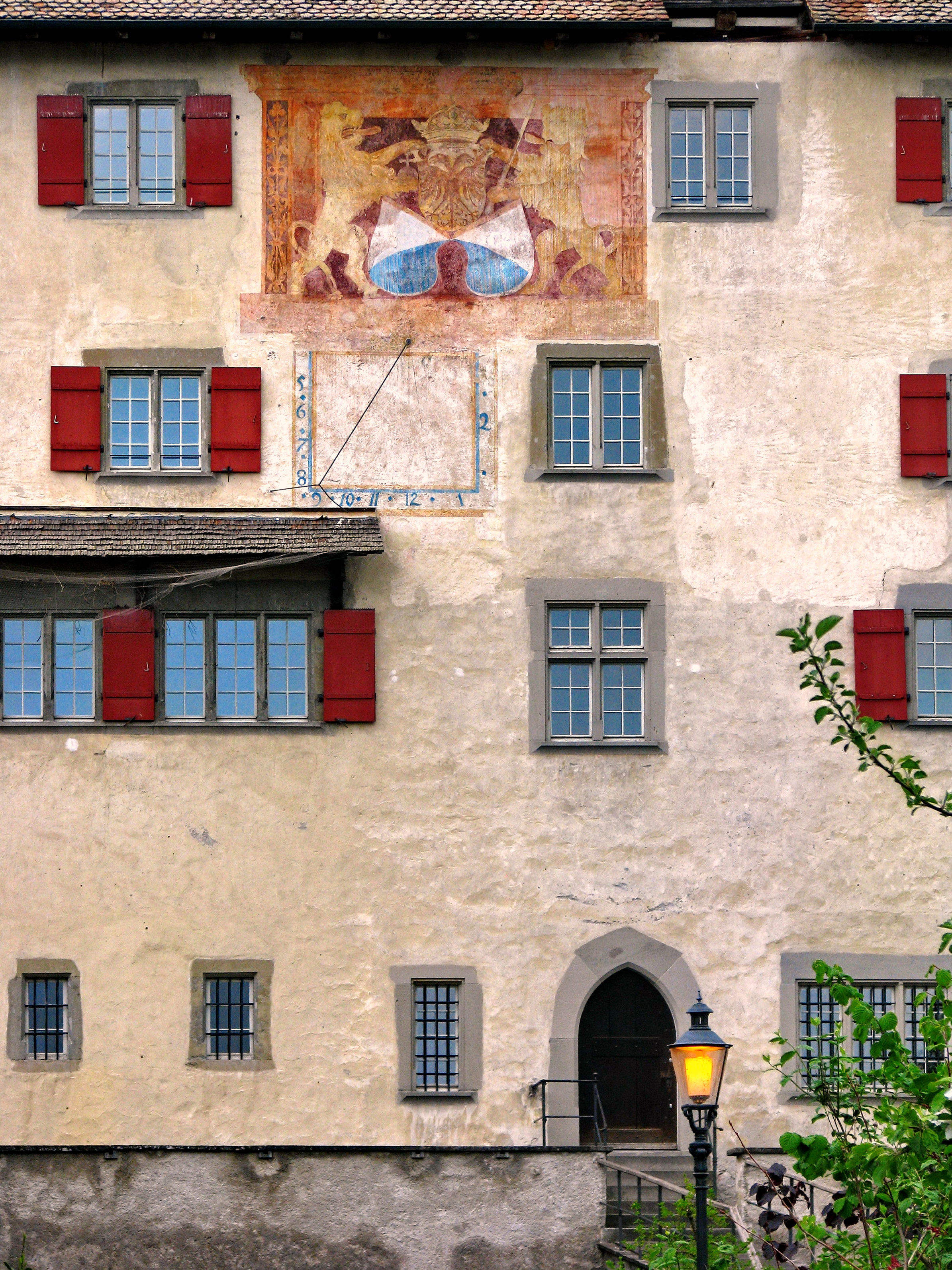
Hocheingang, Standeswappen und Sonnenuhr

Der Alte Zürichkrieg endete für die ländliche Bevölkerung von Städtchen und Burg Greifensee im Mai 1444 mit einer Katastrophe: Zwar konnten schon vor dem Anrücken von das Zürcher Hinterland verwüstenden Innerschweizer Heerhaufen am 1. Mai 1444 Frauen, Kinder und Ältere nach Zürich – weitere Flüchtlinge Mitte Mai nach Uster – evakuiert werden. Die Zürcher Besatzung – rund 70 Mann, mehrheitlich Bauern aus dem Amt Greifensee, unter der Führung von Hauptmann Wildhans von Breitenlandenberg – zog sich, nachdem sie ihr Städtchen aus taktischen Gründen selber in Brand gesetzt hatte, nach zwölf Tagen Belagerung in die Burganlage zurück. Am 27. Mai 1444, nach weiteren zwei Wochen Belagerung, mussten die Zürcher trotz hoher Verluste der Angreifer kapitulieren: Vermutlich am 25. Mai 1444 war die Süd- und Westfassade von den Innerschweizern durch Unterminierung teilweise zum Einsturz gebracht worden, was eine weitere Verteidigung zu einem sinnlosen Unterfangen machte. Die vermutlich 62 überlebenden Verteidiger wurden am 28. Mai 1444 unter der Führung des Schwyzer Landammanns Ital Reding des Älteren auf der «Blutmatte» in Nänikon enthauptet und damit vermutlich ein Grossteil der Bevölkerung der Region im Mannesalter massakriert. Die Bluttat ging unter Namen Mord von Greifensee in die Geschichte ein und wurde selbst in jenen Kriegszeiten als äusserst hart und ungerechtfertigt empfunden. Die Burg Greifensee wurde vor deren Abzug am 1. Juni 1444 von den Innerschweizern «sachgerecht» geplündert und – vermutlich die kleine Vorburg samt Ringmauer und die Stadtmauer – teilweise geschleift.

## Wiederaufbau als Schloss Greifensee – frühes 16. Jahrhundert bis heute
Greifensee diente danach während 76 Jahren als Steinbruch – unter anderem für die auf der nach dem Massaker auf der «Blutmatte» errichtete späteren Steinkapelle. Erst 1520 beschloss der Zürcher Rat den Wiederaufbau der Ruine in Form eines vergleichsweise bescheidenen Schlosses, wobei der angesehene Zürcher Chronist und Landvogt (1504–1506) Gerold Edlibach eine tragende Rolle spielte Anno domi 1520 jar um sant michelstag da wurdent min herren von Zürich zu ratt dz schloss griffensee wider zu erbuwen unn fienge man die hoffstatt zuo rumen von stunden an jm jar wie obstat. Die einstige Vorburg und die Stadtmauer von Greifensee wurden nicht wieder hergerichtet. Sitz der Landvögte war ursprünglich die Burg, vermutlich wohnten sie zeitweise auch in Zürich – die Burg im Bauzustand von 1444 bot sogar für damalige Verhältnisse nur geringen Wohnkomfort, was sich erst mit dem Neubau ab 1520 besserte. Bis zum Bezug des Schlosses um 1530 wohnten die Landvögte und ihr Personal im bereits erwähnten Pfarrhaus.
Bis zum Einmarsch der Franzosen in die Alte Eidgenossenschaft – Beginn der Helvetischen Republik – im Jahre 1798 blieb Schloss Greifensee Sitz eines Zürcher Landvogts. Der bekannteste in einer langen Reihe von Stadtzürcher Landvögten, Salomon Landolt – Gottfried Kellers «Landvogt von Greifensee» – residierte von 1781 bis 1786 auf Schloss Greifensee. 1803 bis 1814 war das Schloss Amtssitz des Bezirksstatthalters. In dieser Zeit wurde seewärts ein kleines Gefängnis gebaut. Von 1814 bis 1830 diente das Schloss als Oberamtssitz, vergleichbar dem heutigen Statthalteramt. 1831 wurden mit der neuen Verfassung die Oberämter aufgehoben und in Bezirke umgewandelt. Uster wurde zum Hauptort des neuen Bezirks Uster, und damit verloren Schloss und Städtchen Greifensee ihre politische Bedeutung.
Im 19. und 20. Jahrhundert gehörte Schloss Greifensee während 102 Jahren angesehenen Zürcher Familien: 1833 verkaufte der Kanton das Schloss an Kaspar Schulthess-Escher aus Zürich als privaten Wohnsitz, 1858 ging das Schloss in den Besitz des Spinnereibesitzers Oberst Heinrich Kunz (Unternehmer) aus Oetwil, 1861 erbte die Familie Escher-Hotz das Schloss und baute einen neugotischen Vorbau, der bei der Aussenrenovation 1948–1953 wieder entfernt wurde. 1881 bis 1935 war es im Besitz der Familie Spöndlin, die das Gebäude durch Erbschaft erhalten hatte. 1935 kaufte der Kanton Zürich Schloss Greifensee und vermietete es bis 1991 an die Familie Bernoulli.
1993/1995 erfolgte eine sanfte Innenrenovation durch den Kanton Zürich, und 1995 ging Schloss Greifensee in einem Gebrauchsleihvertrag an die Stiftung Schloss Greifensee als Ort kultureller Begegnung, Weiterbildung und Information.

## Schloss Greifensee als Bauwerk

### Palas

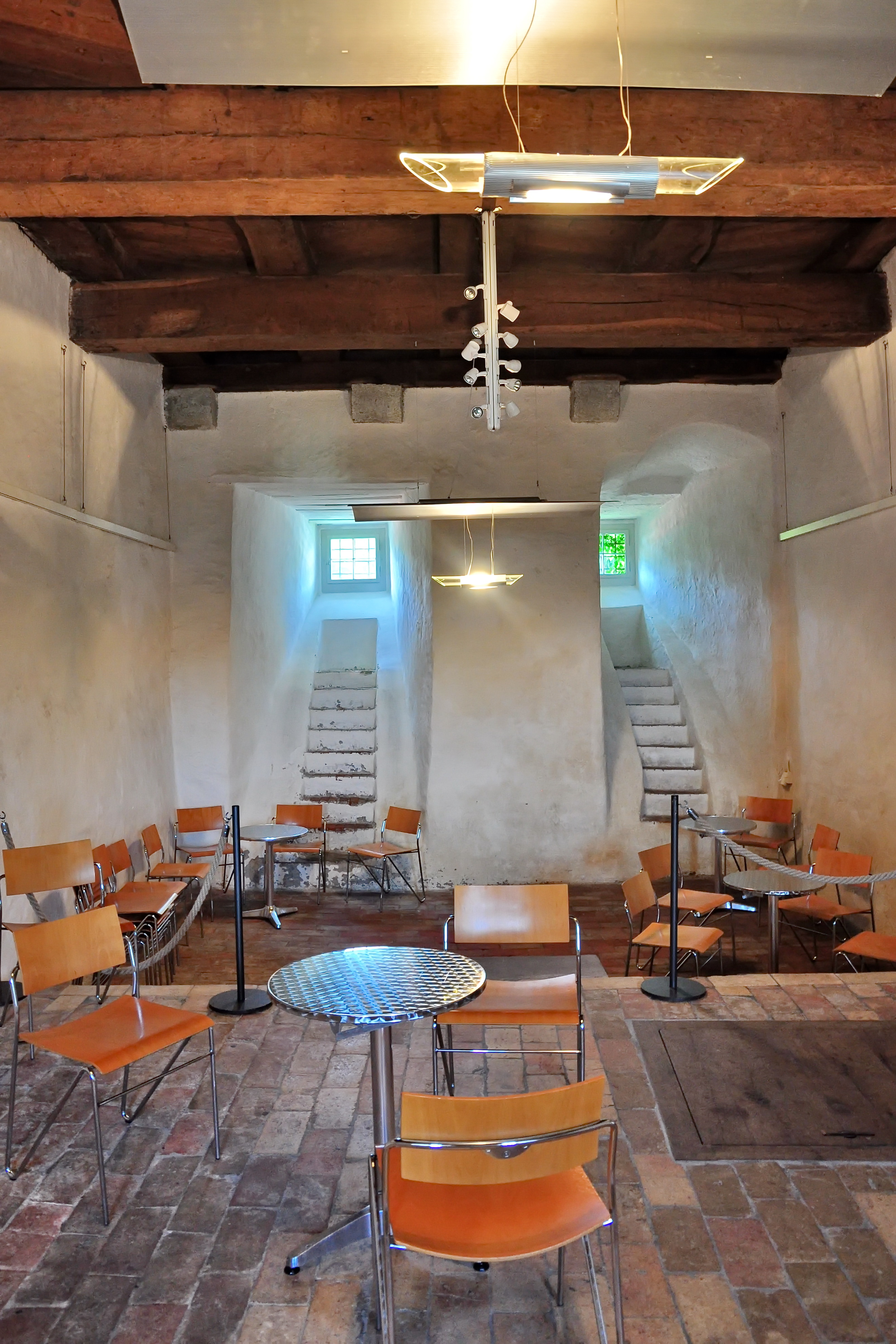
Das heutige Erdgeschoss mit zwei in diesem Bereich rund vier Meter messenden Aussenmauer eingelassenen Fenstern

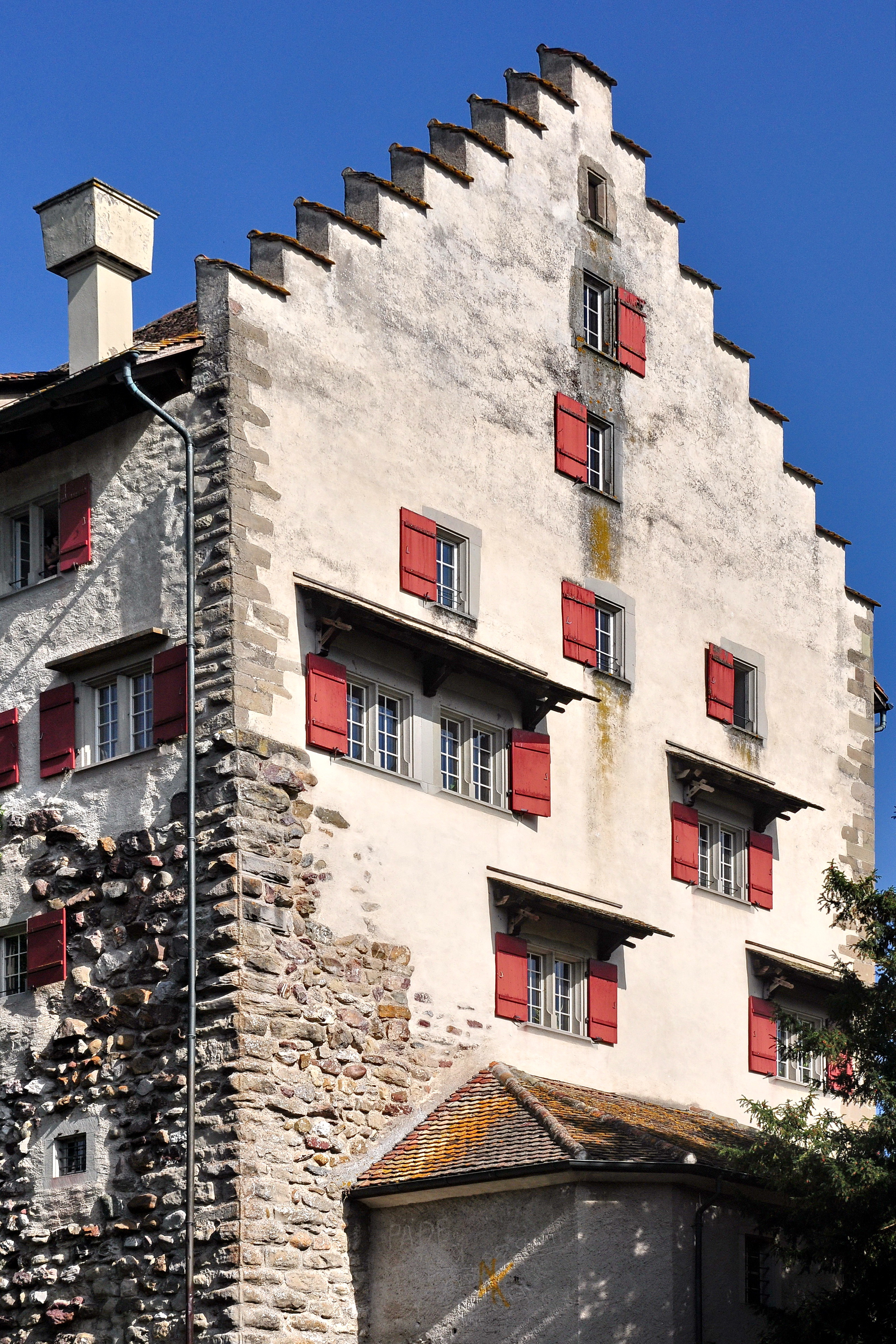
Ursprüngliche Bausubstanz und die ab 1520 ergänzten Mauerteile

Das äussere Erscheinungsbild und der Grundriss des heutigen Schlosses – 14,8 Meter breit, 21,3 Meter lang, 14,5 Meter Traufhöhe – ist weitgehend identisch mit der ursprünglichen Burg aus dem 13. Jahrhundert. Eindrücklich sind die bis zu 4,5 Meter dicken Grundmauern aus der Ursprungszeit und der acht Meter tiefe Sodbrunnen im Erdgeschoss respektive Keller. Vermutlich hatte das Schloss vor seiner teilweisen Zerstörung ein auskragendes Obergeschoss aus Holz mit einem Walmdach, das beim Wiederaufbau 1520 durch ein Satteldach mit Treppengiebeln ersetzt wurde.
Noch heute sind die beim Wiederaufbau – während der Belagerung im Mai 1444 ist die Süd- und Westfassade teilweise eingestürzt – hinzugefügten Mauerteile durch den glatten Verputz gut erkennbar und unterscheiden sich deutlich vom mittelalterlichen, groben Megalithmauerwerk aus Bollensteinen oder Findlingen. Ebenfalls aus der Zeit um 1520 stammen die Fenstereinteilung, der Treppengiebel, und die Inneneinteilung (Treppenhaus ausgenommen) sowie vermutlich das Kapellenfenster.
In den folgenden Jahrhunderten erlebte das Gebäude immer wieder kleinere, durch die ab 1544 erhalten gebliebenen Abrechnungen der Landvögte gut belegte Änderungen an der Bausubstanz. Wiederholt wurden notwendige Renovationen bzw. Erneuerungen der Wappenfolge, des Brunnens, der Zugangsbrücke, der Öfen, der Täfer und der Uhr in diesen Unterlagen erwähnt. Am Ende der Landvogteizeit 1798 fiel die Inneneinrichtung grösstenteils Plünderungen zum Opfer. Äusserlich erhielt das Schloss 1862 einen neugotischen Portikus. Dieser wurde aber bei einer umfassenden Aussenrenovation in den Jahren 1948–1953 wieder entfernt und auch der Burggraben in der heutigen Form wiederhergestellt. Ziel dieser Renovationsarbeiten war, den Schlossbau von 1520 zu rekonstruieren. Bei den Umbauten wurden daher spätere stilfremde Elemente entfernt: Die Klebedächer erhielten wieder ihre ursprüngliche Lage, der Hocheingang wurde mit einem Spitzbogen abgeschlossen und gleichzeitig das Standeswappen erneuert, Heinrich Zeiners «Zürich-Reich» von 1535/1536 und die Sonnenuhr.

### Befestigung und Ökonomiebauten

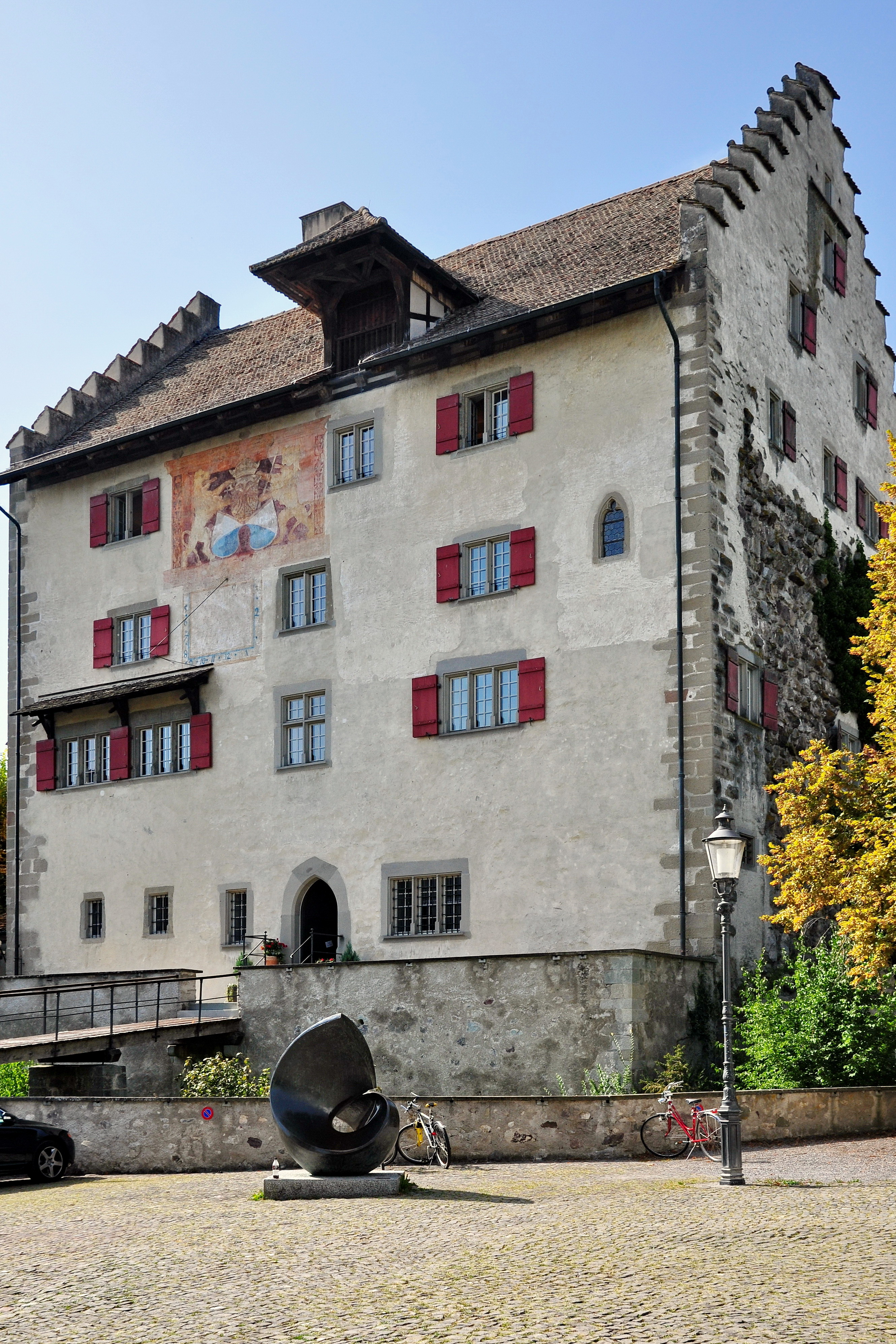
Ansicht vom Stadtzentrum, vor der Landenberg-Gasse (links) der ehemalige Burggraben

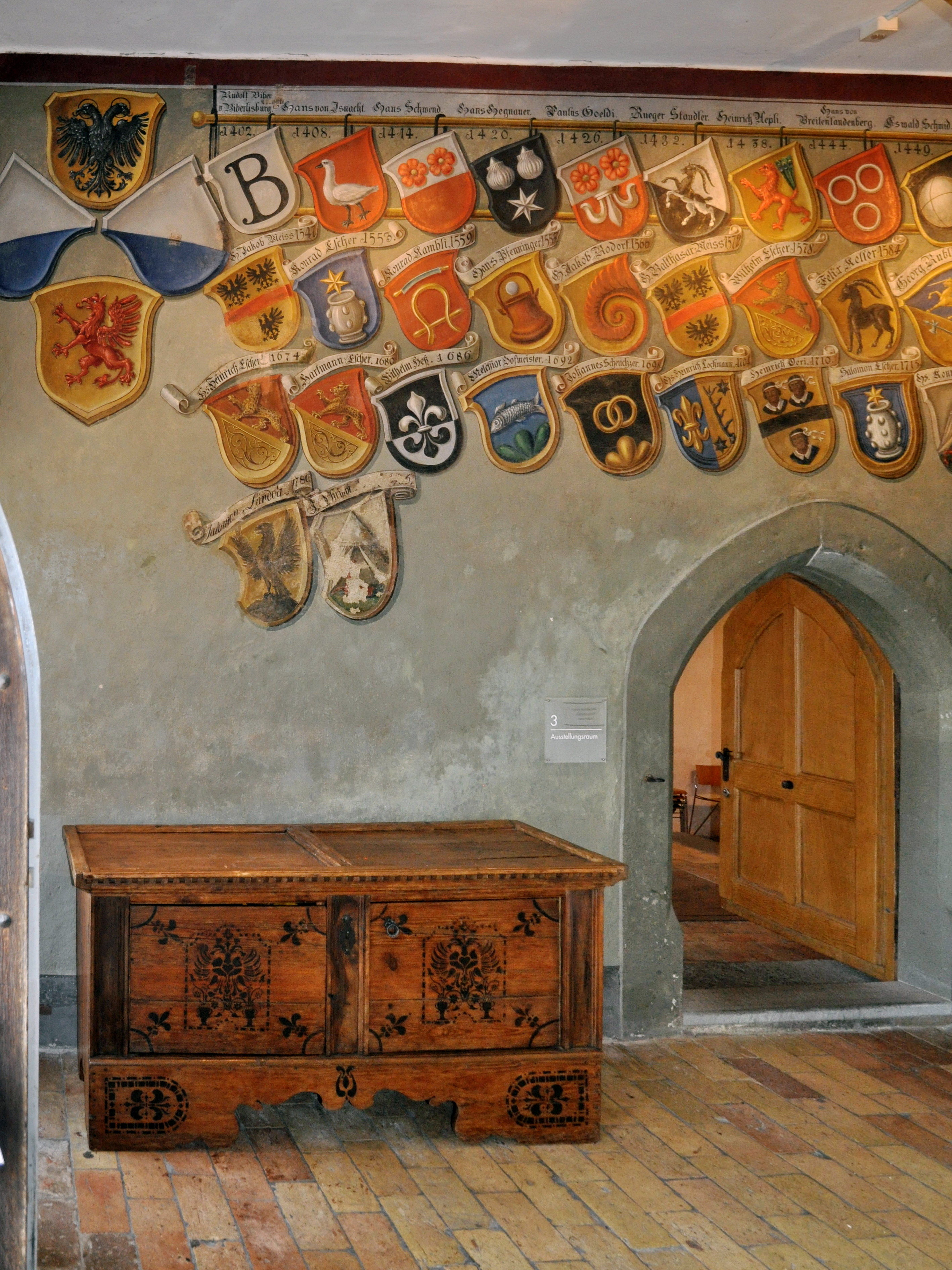
Wappenfolge im Eingangsbereich

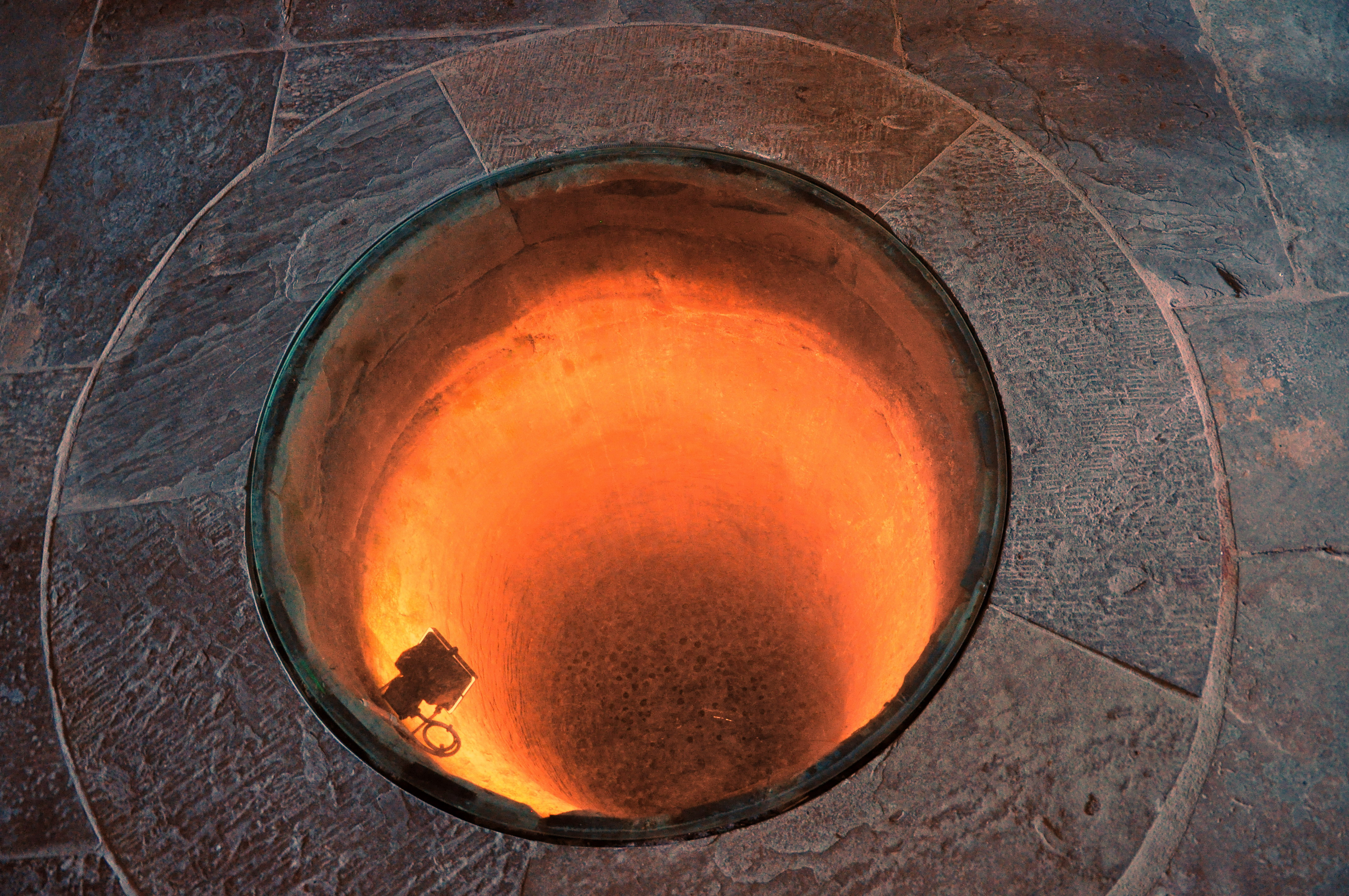
Sodbrunnen im vom heutigen Eingangsbereich zurückgesetzten ehemaligen Keller des Schlosses

Für sein und das Seelenheil seiner Gemahlin stiftete Hermann IV. (der jüngere Marschall) von Landenberg die noch weitgehend in der originalen Bausubstanz von um 1330–1340 erhaltene, in die ehemalige Stadtmauer integrierte «Gallus-Kapelle». In der Burg wurde eine kleine, der heiligen Katharina geweihte Burgkapelle errichtet. Gar in die Gründungszeit von Greifensee fällt wohl das «Landenberghaus». Es ist eine der seltenen Profanbauten im romanischen Baustil im Kanton Zürich; nur und 10 Meter von der Burg entfernt, diente es vielleicht bereits um 1250 als Wohn- bzw. Saalbau für die Burgherrschaft. Das mit dem Landenberghaus zusammengebaute Pfarrhaus – der Kern des Gebäudes könnte ebenfalls auf die Gründungszeit des Städtchens zurückgehen – bildete mit seiner seeseitigen Fassade einen Teil der 1444 zerstörten Ringmauer.
Während der Zeit als Amtssitz des Bezirksstatthalter Schwerzenbach (1803–1814) wurde ein kleines Gefängnis im Erdgeschoss seewärts gebaut. Da der trockene Burggraben nicht mehr gebraucht wurde, erbaute man dort u. a. ein Waschhaus. Bei den Erneuerungsbauten von 1948–1953 wurde als Zugang über den Graben eine hölzerne Brücke erstellt.

### Innenausbau
Von Traufseite zu Traufseite verläuft in jedem Geschoss ein fünf Meter breiter Mittelgang, und beidseits liegen die Wohnräume und Kammern. Der westlichen Korridorwand entlang wurde durch alle drei Obergeschosse ein mächtiger, zweizügiger Kamin für die Stubenöfen hochgezogen. Die meisten Räume in den drei Obergeschossen sowie das Treppenhaus tragen hauptsächlich klassizistische Merkmale aus der Zeit um 1815.
- Erdgeschoss: An der Südwestwand ist eine gemalte Wappenfolge der Landvögte von Greifensee dargestellt. Im vom Erdgeschoss abgestuften Keller seewärts wurde in einem Grab das Skelet eines jungen Mannes aus der Zeit der Belagerung im Mai 1444 gefunden. Im hinteren Kellerbereich rechts ist der Sodbrunnen.
- 1. Obergeschoss: Seewärts befindet sich die sogenannte Landvogtstube, deren wuchtige Fenstersäule aus der Zeit des Wiederaufbaus von 1520 stammt. Das in spätgotischen Formen gehaltene Wandgetäfer, die Balkendecke und der Ofen wurden 1917 eingebaut. Daneben ist das Esszimmer mit einer vermutlich im späten 17. Jahrhundert bemalten Rankendenke und später eingebauten Schränken. Die Küche ist teilweise original, ein Tunnel im rund vier Meter dicken Mauerwerk diente als Vorratskammer.
- 2. Obergeschoss: Im ersten Zimmer findet sich ein von H. Michel gestalteter Ofen aus dem Jahr 1818. Dahinter liegt das Sekelmeister-Zimmer mit Alkoven von 1818. In Richtung Städtchen Greifensee orientiert ist die St.-Katharina-Kapelle (um 1330/40) mit tunnelförmig in die dicke Aussenmauer eingebautem gotischem Fenster; die Malereien stammen aus dem frühen 17. Jahrhundert.
- 3. Obergeschoss: In der ersten Kammer seewärts ist ein Ofen aus dem Jahr 1776 eingebaut, erstellt durch Heinrich Bleuler, mit Schlossansichten und Landschaften in Rokokomanier. Im hinteren Teil ist ein Saal mit Malereien im historischen Stil von 1917.

Die öffentliche Besichtigung der renovierten und hellen Innenräumlichkeiten von Schloss Greifensee ist nur eingeschränkt möglich, Voranmeldung wird daher empfohlen.